# Pseudomys johnsoni
Pseudomys johnsoni là một loài động vật có vú trong họ Chuột, bộ Gặm nhấm. Loài này được Kitchener mô tả năm 1985.